# Hebei Hongcheng Tianma Special Vehicle
Hebei Hongcheng Tianma Special Vehicle Co. Ltd. war ein Hersteller von Automobilen aus der Volksrepublik China.

## Unternehmensgeschichte
Das Unternehmen wurde 1972 in Shijiazhuang gegründet. Spätestens 2000 begann die Produktion von Automobilen. Der Markenname lautete Xiangyi. Für 2003 sind noch Fahrzeugverkäufe überliefert, danach nicht mehr. Damit verliert sich die Spur des Unternehmens.

## Fahrzeuge
Im Angebot standen Kombis und Pick-ups.
Genannt werden die folgende fünfsitzige Kombis:
- SMG 1030 X mit Zweiradantrieb, Motor mit 2400 cm³ Hubraum und 86 PS Leistung
- SMG 1030 XY mit Allradantrieb, gleicher Hubraum, 88 PS Leistung
- SMG 5020, SMG 5030 XJC und SMG 5030 XJA, gleicher Hubraum, 78 PS Leistung

Die fünfsitzigen Pick-ups SMG 1030 S und SMG 1030 SY 4x4 hatten wahlweise einen Motor mit 2000 cm³ Hubraum und 86 PS Leistung oder mit 2400 cm³ Hubraum und 85 PS Leistung.

## Produktionszahlen
| Jahr | Produktionszahl | Quelle      |
| ---- | --------------- | ----------- |
| 2000 | 40              | [ 1 ] [ 2 ] |
| 2001 | 102             | [ 1 ] [ 2 ] |
| 2002 | 112             | [ 1 ] [ 2 ] |
| 2003 | 101             | [ 1 ] [ 2 ] |
| 2004 | 0               | [ 2 ]       |